# Rheumaptera diluta
Rheumaptera diluta är en fjärilsart som beskrevs av Richardson 1952. Rheumaptera diluta ingår i släktet Rheumaptera och familjen mätare. Inga underarter finns listade.